# أرنبوس أسود الذيل
الأرنبوس أسود الذيل (الإسم العلمي:Lepus californicus) أو القواع الأمريكي الصحراوي أو القواع الكاليفورني، هو نوع من الثدييات يتبع فصيلة الأرانب ضمن رتبة الأرنبيات. يمتاز بآذانه الطويلة وبقوة أقدامه الخلفية، يبلغ طوله حوالي 61 سم، ويبلغ وزنه حوالي 1،4-2،7 كغم.